# HTC Exodus
Das HTC Exodus ist ein Blockchain-Smartphone der Firma HTC. Es wurde von Phil Chen (Decentralized Chief Officer bei HTC) entwickelt. Es wurde im Oktober 2018 vorgestellt und sollte ab Dezember 2018 ausgeliefert werden.

## Beschreibung
Das Exodus ist ebenso als Smartphone wie als sicherer Aufbewahrungsort für sensible Daten konzipiert. Ein abgeschlossener Bereich (Hardwarewallet), der auch vor dem Betriebssystem des Geräts (Android Oreo) geschützt ist, soll laut HTC als „sichere Enklave“ dienen, in der zum Beispiel Kryptowährungen wie Bitcoin (BTC) oder Ether (ETH) aufbewahrt und verwaltet werden können.
Über einen Social-Key-Recovery-Mechanismus lassen sich Daten wie etwa Schlüssel zu Kryptowährungen wiederherstellen. Dazu benennt der Nutzer vorab einige vertrauenswürdige Personen, von denen jede eine App herunterladen muss. Die Informationen werden dann mit einem geheimen Freigabeverfahren gestückelt und verteilt an diese Kontaktpersonen gesendet. Bei Bedarf muss der Nutzer die Teilinfos nur abfragen und zusammensetzen, um wieder Zugang zu seinen Einlagen zu erlangen.
Die Bezahlung für das Smartphone erfolgt in Kryptogeld. Der Preis beträgt 0,15 BTC oder 4,78 ETH.

## Technische Daten
Das HTC Exodus besitzt ein 6-Zoll-Quad-HD+-Display mit einem Seitenverhältnis von 18:9, 6 GB RAM, 128 GB internen Flashspeicher, 12+16-MP-Dual-Hauptkamera sowie 8-MP-Dual-Frontkamera und ist staub- und wasserdicht nach IP68. Als Prozessor dient ein Qualcomm Snapdragon 845; die Stromversorgung erfolgt über einen Akku mit 3500 mAh. Betriebssystem ist Android Oreo.